# Małżeństwo osób tej samej płci w Hiszpanii
Małżeństwo osób tej samej płci w Hiszpanii – związek cywilny dwóch osób tej samej płci uznawany przez prawo hiszpańskie za równoważny związkowi małżeńskiemu osób przeciwnej płci i pociągający za sobą te same skutki cywilnoprawne, łącznie z możliwością adopcji i wspólnego wychowywania dzieci. Małżeństwa te zostały zalegalizowane w 2005 roku. Rok wcześniej nowo wybrana Hiszpańska Socjalistyczna Partia Robotnicza, której liderem jest premier José Luis Rodríguez Zapatero, rozpoczęła kampanię na rzecz wprowadzenia instytucji małżeństwa jednopłciowego. Prawo to zostało przyjęte 30 czerwca 2005 roku przez Kortezy Generalne (hiszpański dwuizbowy parlament składający się z Senatu i Kongresu Deputowanych) i opublikowane 2 lipca tego samego roku. Małżeństwa homoseksualne stały się legalne w Hiszpanii 3 lipca 2005 roku.
Mimo iż wprowadzenie tej regulacji prawnej popierało 66% hiszpańskiego społeczeństwa, jej legalizacja nie przebiegła bezkonfliktowo. Nieprzychylne stanowisko prezentowali hierarchowie katoliccy, nazywając prawo „osłabiającym małżeństwo”. Niektóre organizacje pozarządowe wyraziły zaniepokojenie możliwością przyznania prawa do adopcji dzieci osobom homoseksualnym. W toku prac nad ustawą nowelizującą hiszpański Kodeks cywilny, jak i po jej uchwaleniu, w kraju miały miejsce demonstracje zarówno poparcia, jak i sprzeciwu wobec ustawy. Po wprowadzeniu w życie noweli konserwatywna Partia Ludowa zaskarżyła ją do Trybunału Konstytucyjnego Królestwa Hiszpanii. W 2012 roku Trybunał orzekł, iż prawo zezwalające na zawarcie małżeństwa tej samej płci jest zgodne z konstytucją Hiszpanii, a minister sprawiedliwości, Alberto Ruiz-Gallardón, oświadczył, że konserwatywny rząd rezygnuje z zamiaru zmiany obowiązującej ustawy i chce pozostawić ją w brzmieniu, „w jakim zatwierdził ją Trybunał Konstytucyjny”.
W pierwszym roku obowiązywania nowego prawa ślub wzięło około 4 500 par jednopłciowych. Wkrótce po wejściu w życie ustawy pojawiły się wątpliwości dotyczące prawnego statusu małżeństw osób tej samej płci Hiszpanów z obywatelami krajów nie uznających związków tego typu. Minister sprawiedliwości zdecydował, że ustawa pozwala homoseksualnym obywatelom hiszpańskim poślubić cudzoziemca bez względu na to, czy ustawodawstwo kraju, którego posiada obywatelstwo, uznaje ten rodzaj związków cywilnych. Aby wziąć ślub, przynajmniej jeden z partnerów musi być obywatelem Hiszpanii; dwoje cudzoziemców może wziąć ślub, jeśli oboje posiadają prawo pobytu na terenie państwa i przynajmniej jeden z nich posiada adres stałego zameldowania na terenie Hiszpanii.

## Historia

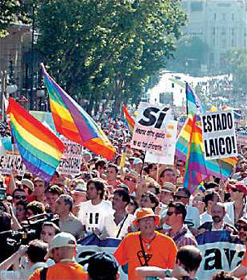
Demonstracja walczących o prawa mniejszości seksualnych w 2005 r. w Madrycie

W latach 90. XX wieku kilka miast hiszpańskich i wspólnot autonomicznych wprowadziło związki partnerskie, zapewniające niektóre prawa parom tej samej płci oraz tym parom przeciwnej płci, które nie chciały lub nie mogły zawrzeć związku małżeńskiego. Już wcześniej hiszpańskie prawo pozwalało osobom samotnym adoptować dzieci, więc pary homoseksualne mogły de facto adoptować dziecko, ale partner, który nie sprawował nad nim władzy rodzicielskiej nie miał do niego żadnych praw, jeśli związek zakończył się lub posiadający władzę rodzicielską zmarł. Nie istniała ponadto możliwość regionalnego zalegalizowania małżeństw osób tej samej płci w żadnej z autonomicznych wspólnot, ponieważ hiszpańska konstytucja z 1978 roku dawała państwu wyłączne prawo do uchwalania ustaw dotyczących małżeństwa.
30 czerwca 2004 roku hiszpański minister sprawiedliwości, Juan Fernando López Aguilar, ogłosił, że Kongres Deputowanych prowizorycznie zaaprobował rządowy plan legalizacji małżeństw jednopłciowych. Przyjęcie tej ustawy było jedną z obietnic premiera kraju, José Luisa Rodrígueza Zapatero, które złożył podczas swojej inauguracji. López Aguilar przedstawił również dwie propozycje regionalnej, katalońskiej partii Konwergencja i Jedność. Jedna wprowadziłaby nieślubny związek (parejas de hecho) dla par tej samej i przeciwnej płci, a druga pozwoliłaby transpłciowym osobom zmienić nazwisko i wpisy dotyczące płci w dokumentach bez konieczności przeprowadzenia uprzedniej operacji zmiany płci.
Projekt ustawy wprowadzającej małżeństwa osób tej samej płci został zatwierdzony przez hiszpańską Radę Ministrów 1 listopada 2004 roku, a przed parlament przedłożono go 31 grudnia tego samego roku. Kongres Deputowanych przyjął ustawę 21 kwietnia 2005 roku, ale została ona odrzucona przez Senat, gdzie konserwatywna Partia Ludowa miała większość. Ustawa wróciła więc do niższej izby, która odrzuciła sprzeciw Senatu i ostateczne przyjęcie prawa nastąpiło 30 czerwca 2005 roku 187 głosami za, 147 przeciw i 4 wstrzymującymi się.
Prawo weszło w życie 3 lipca 2005 roku, a Hiszpania stała się trzecim krajem na świecie po Holandii i Belgii rozpoznającym małżeństwa osób tej samej płci na całym swoim terytorium.
Pierwszy gejowski ślub miał miejsce 11 lipca 2005 roku, osiem dni po wejściu prawa w życie. Cywilna uroczystość Carlosa Baturína i Emilia Menéndeza odbyła się w kancelarii rady miejskiej w Tres Cantos – przedmieściach Madrytu. Pierwszy ślub pary lesbijskiej odbył się 22 lipca tego samego roku.
Ustawa nie rozwiązała problemu partnerki biologicznej matki dzieci urodzonych w małżeństwie dwóch lesbijek. Nie uzyskiwała władzy rodzicielskiej automatycznie, ale musiała przejść przez proces adopcji. Takie prawo było natomiast zapewnione heteroseksualnym parom (małżeństwom lub związkom partnerskim), gdzie mężczyzna niebędący biologicznym ojcem automatycznie uzyskiwał władzę rodzicielską. 7 października 2006 roku rząd wniósł poprawki do ustawy, które rozwiązały tę kwestię.

### Proces legislacyjny Ustawy 13/2005
Małżeństwa homoseksualne
     Związki partnerskie
     Konkubinaty
     Związki jednopłciowe nieuregulowane

Rozwiązania prawne przysługujące w Europie parom tej samej płci
Małżeństwa homoseksualne
Związki partnerskie
Konkubinaty
Związki jednopłciowe nieuregulowane

Projekt ustawy zmieniającej Kodeks cywilny, opublikowany przez ministra sprawiedliwości 30 czerwca 2004 roku, został zbadany przez hiszpańską Generalną Radę Sądownictwa. Rada była dość krytyczna w kwestii rozszerzenia małżeństwa na pary jednopłciowe i towarzyszącej mu adopcji dzieci; argumentowała, że Konstytucja państwa nie wymaga takiego rozszerzenia, a wyeliminowanie prawnej dyskryminacji gejów i lesbijek można osiągnąć inną drogą, np. zwiększając ilość przywilejów dostępnych parom jednopłciowym w ramach związków partnerskich.
Pomimo nieprzychylnej opinii Rady, rząd 1 października 2004 roku złożył projekt ustawy w Kongresie. Oprócz członków Partii Ludowej i Demokratycznej Unii Katalonii, deputowani byli zwolennikami przyjęcia ustawy. 21 kwietnia 2005 roku Kongres uchwalił nowelę 183 głosami za, 136 przeciw i 6 wstrzymującymi się (w tym jednym członka Partii Ludowej). Zmiana kodeksu cywilnego polegała m.in. na wprowadzeniu do artykułu 44 drugiego paragrafu o treści: Małżeństwo będzie miało te same obowiązki i następstwa bez względu na to czy małżonkowie są tej samej czy przeciwnej płci.
Następnym etapem legislacyjnym było przekazanie uchwalonej ustawy do Senatu, który powołał grupę ekspertów, aby przedstawili swoje opinie na temat zmian. Wszyscy psycholodzy z wyjątkiem jednego stwierdzili, że adopcja dzieci przez osoby homoseksualne nie ma wpływu na rozwój dziecka, z wyjątkiem jego prawdopodobnie większej tolerancji wobec homoseksualizmu. Związany z organizacjami katolickimi psychiatra Aquilino Polaino, wezwany jako ekspert przez Partię Ludową, nazwał homoseksualizm patologią, dodając, że wielu homoseksualistów w przeszłości doświadczyło molestowania seksualnego oraz że geje i lesbijki zazwyczaj wychowywali się w rodzinach naznaczonych przemocą i alkoholizmem, gdzie ojcowie są nieobecni, a matki nadopiekuńcze wobec synów i zimne wobec córek. Prominentni członkowie Partii Ludowej odrzucili później twierdzenia Polaino.
Ostatecznie Senat zawetował ustawę. Weto zostało zaproponowane przez mającą większość w izbie Partię Ludową oraz Demokratyczną Unię Katalonii i przegłosowane 131 głosami za, 119 przeciw i 2 wstrzymującymi się. Ustawa wróciła do Kongresu, który 30 czerwca 2005 roku odrzucił weto Senatu 187 głosami za (w tym jednym głosem członkini Partii Ludowej), 147 przeciw i 4 wstrzymującymi się. Odrzucenie weta oznaczało przyjęcie ostatecznego tekstu ustawy. Głosowanie to odbyło się po tym, jak premier Zapatero nieoczekiwanie zabrał głos w parlamencie, aby poprzeć nowelę, mówiąc: Rozszerzamy możliwość osiągnięcia szczęścia dla naszych sąsiadów, kolegów, przyjaciół i krewnych. Jednocześnie budujemy też bardziej przyzwoite społeczeństwo. Mariano Rajoy, lider opozycyjnej Partii Ludowej, który nie otrzymał możliwości przemówienia przed Kongresem, oskarżył Zapatero o dzielenie hiszpańskiego społeczeństwa.
Król Hiszpanii, Jan Karol I, zapytany przez media, czy podpisze ustawę o małżeństwach osób tej samej płci, odpowiedział, że jest królem Hiszpanii, a nie Belgii – jego odpowiedź odnosiła się do faktu, że król Belgów Baldwin I Koburg odmówił podpisania ustawy legalizującej aborcję. Jan Karol podpisał Ustawę 13/2005 1 lipca 2005 roku, prawo zostało opublikowane w Boletín Oficial del Estado (odpowiedniku polskiego Dziennika Ustaw) 2 lipca i weszło w życie 3 lipca tego samego roku.

## Reakcje

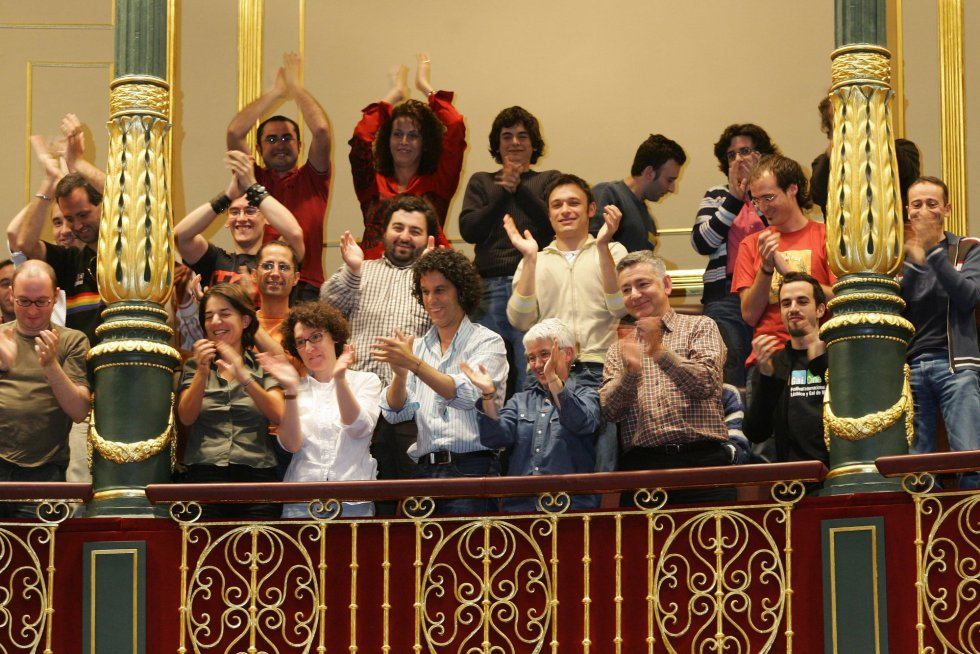
Radość publiczności zgromadzonej w hiszpańskim Kongresie po przyjęciu ustawy

Według opublikowanego w kwietniu 2005 roku sondażu rządowego Centrum Badań Socjologicznych (Centro de Investigaciones Sociológicas) 66% Hiszpanów popierało legalizację małżeństw homoseksualnych. Inna ankieta, przeprowadzona przez „Instituto Opina” dzień przed wejściem w życie ustawy, wykazała, iż poparcie dla małżeństw jednopłciowych wynosiło 62,1%, a dla adopcji dzieci przez pary homoseksualne 49,1%. Według badania tej samej instytucji, przeprowadzonego 9 miesięcy po wejściu prawa w życie, 61% obywateli Hiszpanii popierało decyzję rządu.
Wprowadzenie prawa spotkało się z krytyką hierarchów kościoła katolickiego, włącznie z papieżem Benedyktem XVI, który kontynuując politykę swego poprzednika Jana Pawła II przestrzegał przed osłabieniem tradycyjnej instytucji małżeństwa.

W 2005 roku, gdy ustawa znajdowała się w Senacie, przedstawiciele różnych wyznań wraz z hiszpańskim episkopatem wydali wspólny komunikat w tej sprawie (fragmenty): 

1. Małżeństwo monogamiczne i heteroseksualne stanowi część tradycji judeo-chrześcijańskiej oraz innych wyznań religijnych. W swojej podstawowej strukturze małżeństwo było i jest zasadniczą instytucją w historii społeczeństw naszego kręgu kulturowego.
2. Jakakolwiek modyfikacja instytucji małżeńskiej wymaga głębokiej refleksji, szerokiego dialogu oraz zgody społecznej, podobnie jak się to dzieje w przypadku podejmowania ważnych decyzji państwowych. Stąd kościoły i wyznania religijne proszą, aby nie modyfikować struktury małżeństwa.
3. Prawa, które chce się przyznać innym rodzajom związków różnych od związku małżeńskiego nie powinny dotknąć istoty i tożsamości samego małżeństwa.

Kardynał López Trujillo, przewodniczący Papieskiej Rady dla Rodziny, powiedział, że Kościół pilnie wzywa do poszanowania wolności sumienia katolików i apelował, aby ci sprzeciwili się nowemu prawu. Stwierdził także, że przedstawiciele wszystkich zawodów związanych z wdrażaniem w życie małżeństw homoseksualnych powinni się im przeciwstawić, nawet jeśli oznaczałoby to utratę pracy. Zdaniem komentatorów, Kościół nie był w stanie zebrać wystarczającego wsparcia, aby sprzeciwić się wejściu w życie ustawy, chociaż 80% Hiszpanów deklaruje katolickie wyznanie. Według socjologa Gerardo Meila było to spowodowane rozpowszechnieniem się w ostatnich latach liberalnego spojrzenia na sferę indywidualnych praw, na którą Kościół wcześniej miał dominujący wpływ, szczególnie w kwestiach dotyczących rodziny. Badanie opinii publicznej wykazało, że trzy czwarte Hiszpanów uważa, że Kościół nie nadąża za realiami życia społecznego. Dopełniającym wyjaśnieniem sytuacji może też być fakt, iż wpływ Kościoła na społeczeństwo hiszpańskie zmalał od momentu śmierci dyktatora Francisco Franco w 1975 roku, którego reżim był ściśle związany z Kościołem. Sondaż z września 2004 wykazał, że niemal połowa Hiszpanów nie uczestniczy we mszach.
Premier Zapatero skomentował katolicki krytycyzm ustawy, mówiąc:

Zezwolenie osobom tej samej płci na wzięcie ślubu nie wyrządza szkody małżeństwu ani rodzinie. Przeciwnie, ci obywatele mają teraz możliwość zorganizowania swojego życia według małżeńskich i rodzinnych norm i wymogów. Nie ma zagrożenia wobec instytucji małżeństwa; wręcz przeciwnie, prawo to uznaje i ceni małżeństwo.
Świadomy, że pewni ludzie i instytucje zupełnie nie zgadzają się z tą zmianą prawną, chciałbym powiedzieć, że tak jak poprzedzające ją inne reformy prawa małżeńskiego, nie przyniesie ona złych rezultatów, a jej jedyną konsekwencją będzie uniknięcie bezsensownego cierpienia istot ludzkich. Społeczeństwo, które unika bezsensownego cierpienia swoich obywateli, jest społeczeństwem lepszym.
W każdym razie chciałbym wyrazić mój głęboki szacunek wobec tych ludzi i instytucji; chcę też prosić o taki sam szacunek wobec wszystkich, którzy popierają to prawo. Homoseksualistów, którzy tolerowali maltretowanie i obelgi przez wiele lat, proszę o wzmożenie odwagi, którą demonstrowali w walce o prawa obywatelskie, będącej przykładem wspaniałomyślności i radości połączonej z szacunkiem wobec wszystkich przekonań.

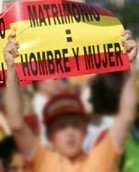
Osoba popierająca tradycyjny model małżeństwa, trzymająca transparent „Małżeństwo = mężczyzna i kobieta”

19 czerwca 2005 roku odbył się publiczny protest przeciw wprowadzeniu ustawy. Jego uczestnicy, na czele z członkami konserwatywnej Partii Ludowej, hiszpańskimi biskupami i Hiszpańskim Forum Rodziny (Foro Español de la Familia), twierdzili, że protest zgromadził 1,5 miliona przeciwników, jak się wyrazili, „ataku na tradycyjną rodzinę”. Rządowa delegacja doliczyła się 166 tys. uczestników manifestacji. Dwa tygodnie później odbył się marsz zwolenników ustawy, zbiegając się w czasie z doroczną paradą osób homoseksualnych. Hiszpańska organizacja LGBT, Federación Estatal de Lesbianas, Gays, Transexuales y Bisexuales, twierdziła, że brało w nim udział 2 miliony osób, choć według policyjnych raportów marsz zgromadził 97 tys. osób. Obie demonstracje miały miejsce w Madrycie, gdzie władzę ówcześnie sprawowała Partia Ludowa.
Hiszpańscy biskupi twierdzili ponadto, że rząd zrównując prawa par homo- i heteroseksualnych, osłabił znaczenie małżeństwa, które oni definiują jako związek osób przeciwnej płci. Hiszpańskie Forum Rodziny wyraziło zaniepokojenie możliwością adopcji dzieci przez pary homoseksualne, argumentując, że sama adopcja jest prawem nie dla rodziców, ale dla dzieci. Organizacje LGBT odpowiedziały, że adopcja tego typu de facto istnieje w kraju od długiego czasu, ponieważ pary jednopłciowe często wspólnie wychowują dzieci adoptowane przez jednego z partnerów. Ponadto adopcja przez pary jednopłciowe była już legalna w regionach Nawarra, Asturia, Aragonia, Kraj Basków i Katalonia jeszcze zanim nowelizacja Kodeksu Cywilnego wprowadziła ją na całym terytorium państwa. Organizacje te również przypomniały, że nie ma żadnych naukowych podstaw do stwierdzenia, że orientacja seksualna rodzica mogłaby spowodować problemy rozwojowe adoptowanego dziecka. Tezę tę oficjalnie poparła Hiszpańska Szkoła Psychologii.

Jak pokazują badania opinii publicznej z 2007 i 2008 roku poparcie Hiszpanów dla małżeństw osób tej samej płci nie maleje. Według badania Społeczny Portret Hiszpanów opublikowanego w lipcu 2007 roku, małżeństwo homoseksualne popiera sześciu na dziesięciu obywateli Hiszpanii. Największe poparcie wyrażają osoby pomiędzy 15 a 34 rokiem życia (75%), mające wyższe wykształcenie (71%), niewierzące (75,5%) oraz o lewicowych i centro-lewicowych poglądach politycznych (71,9%). Ponadto według badania 44% obywateli hiszpańskich popiera możliwość adopcji dzieci przez pary homoseksualne; przeciw jest 42%. W innym badaniu ze stycznia 2008 roku przeprowadzonym przez Angus Reid Global Monitor, na pytanie Czy uważasz, że prawo, które zezwala zawierać małżeństwa homoseksualne powinno być zniesione? 74,5% respondentów odpowiedziało: nie, zaś 18,1%: tak.

## Procesy sądowe i inicjatywa obywatelska przeciwników ustawy
21 lipca 2005 roku sędzia z miasta Denia odmówiła udzielenia lesbijskiej parze ślubu oraz złożyła do Trybunału Konstytucyjnego skargę na niezgodność nowelizacji z Konstytucją, powołując się przy tym na 32 artykuł hiszpańskiej Konstytucji stanowiący, że Mężczyzna i kobieta mają prawo do zawarcia małżeństwa z pełną prawną równością. W sierpniu tego samego roku sędzia z Gran Canaria odmówił udzielenia ślubu trzem jednopłciowym parom i złożył podobną skargę do sądu konstytucyjnego. W grudniu 2005 roku sąd konstytucyjny odrzucił obie sprawy z powodu uchybień formalnych, uzasadniając że wnioskodawca nie wykazał naruszenia jego konstytucyjnych wolności i praw. 30 września także opozycyjna Partia Ludowa zdecydowała się wnieść skargę do sądu konstytucyjnego, co spowodowało rozłam w jej szeregach. 27 lutego 2007 roku Hiszpańskie Forum Rodziny złożyło w Kongresie obywatelską inicjatywę ustawodawczą podpisaną przez 1,5 miliona ludzi, wnoszącą o ustanowienie instytucji małżeństwa jedynie jako związku kobiety i mężczyzny (tym samym likwidację instytucji małżeństwa homoseksualnego). Inicjatywa ta została odrzucona przez Kongres. 30 maja wyżej wspomniana sędzia z Denii została skazana przez Dyscyplinarną Komisję Generalnej Rady Sądownictwa (Comisión Disciplinaria del Consejo General del Poder Judicial) na karę wpłacenia 305€ za odmowę udzielenia ślubu homoseksualnej parze i otrzymała zakaz powtórzenia takiego działania. Kobieta opisała ten wyrok jako element „propagandowej machiny” rządu.

## Kwestie dotyczące obywatelstwa partnerów
Wkrótce po wejściu w życie ustawy pojawiły się pytania co do prawnego statusu jednopłciowych małżeństw obywateli Hiszpanii z cudzoziemcami, wywołane odmową wydania pozwolenia na ślub mieszkającym w Katalonii Hiszpanowi i Hindusowi wydaną przez sędziego, który argumentował, że małżeństwa osób tej samej płci nie są uznawane przez indyjskie prawo. Pomimo tego, 22 lipca również w Katalonii ślub wzięły Hiszpanka i jej argentyńska partnerka (było to pierwsze małżeństwo dwóch lesbijek w kraju). W opinii sędziego, który go udzielał, w tej sytuacji hiszpańskie prawo miało pierwszeństwo przed prawem argentyńskim.
27 lipca Junta de Fiscales de Sala, ciało doradcze kancelarii ministra sprawiedliwości wydało opinię, że hiszpańskie osoby LGBT mogą brać ślub z obywatelami krajów nie uznających małżeństw homoseksualnych. W świetle hiszpańskiego prawa małżeństwo to będzie ważne, co nie oznacza jego ważności w kraju pochodzenia cudzoziemca. Teza zawarta w uchwale Dirección General de los Registros y del Notariado, opublikowana w Boletín Oficial del Estado, brzmi:

Małżeństwo obywatela Hiszpanii i cudzoziemca lub cudzoziemców tej samej płci mieszkających w Hiszpanii będzie ważne na skutek stosowania hiszpańskiego prawa materialnego, nawet jeśli ustawodawstwo kraju pochodzenia cudzoziemca zakazuje lub nie uznaje takich małżeństw.

Według uchwały z dnia 29 lipca 2005 (przyjętej w trybie obiegowym i opublikowanej 8 sierpnia 2005 w Boletín Oficial del Estado) Dirección General de los Registros y del Notariado Ministerstwa Sprawiedliwości, hiszpańskie konsulaty również mogą wykonywać prace dokumentacyjne związane z zawieraniem małżeństw homoseksualnych. Aby zawrzeć małżeństwo jednopłciowe za granicą, przynajmniej jeden z partnerów musi być obywatelem Hiszpanii, mieszkającym w okręgu konsularnym konsulatu, w którym chce zawrzeć związek małżeński. Zawarcie takiego małżeństwa może mieć miejsce tylko w konsulacie na terenie kraju lub jednostki administracyjnej sankcjonującej małżeństwa homoseksualne (czyli w marcu 2007 roku tylko w Bostonie, Brukseli, Amsterdamie, Toronto, Montrealu, Ottawie i Kapsztadzie). W innym przypadku partnerzy muszą wziąć ślub na terytorium Hiszpanii. Dwoje obcokrajowców niezamieszkałych na terenie Hiszpanii nie może wziąć ślubu w tym państwie. Aby to zrobić, przynajmniej jeden partner musi być obywatelem hiszpańskim. Natomiast dwoje mieszkających w Hiszpanii obcokrajowców może wziąć ślub.

## Statystyki małżeństw
4 września 2005 roku konserwatywna gazeta La Razón opublikowała dane z 273 urzędów stanu cywilnego (na 430 istniejących w Hiszpanii), według których na ponad 35 000 małżeństw zawartych w okresie od momentu wejścia w życie ustawy, zaledwie 24 były małżeństwami homoseksualnymi. Gazeta stwierdziła, że fakt ten stoi w sprzeczności z przyznaniem przez rząd pierwszeństwa legislacji tej regulacji prawnej oraz z opiniami działaczy na rzecz praw osób homoseksualnych, którzy zapowiadali, że z ustawy skorzysta od 5 do 10% populacji. 27 grudnia 2005 roku minister sprawiedliwości poinformował, że do 5 grudnia w 200 skomputeryzowanych urzędach stanu cywilnego (na 437 w całym kraju) zawarto 327 małżeństwa jednopłciowe, w tym 90 w Madrycie, 63 w Walencji, 35 w Barcelonie i 18 w Sewilli. W pozostałych rejonach kraju w statystykach nie rozróżniano małżeństw homoseksualnych od heteroseksualnych.
Na początku marca 2006 roku, Pedro Zerolo, wysokiej rangi przedstawiciel Hiszpańskiej Socjalistycznej Partii Robotniczej, ogłosił, że ponad 1 000 par osób tej samej płci wzięło ślub. W obejmujących połowę kraju skomputeryzowanych urzędach stanu cywilnego zawarto około 800 małżeństw homoseksualnych, a w pozostałych według szacunkowo co najmniej 200. Zerolo dodał, że w tym okresie 1 na 10 zawieranych w Hiszpanii małżeństw było małżeństwem homoseksualnym. Według FELGTB, hiszpańskiej organizacji LGBT, w pierwszym roku obowiązywania ustawy około 4 500 par jednopłciowych wzięło ślub, 50 rozpoczęło proces adopcyjny dziecka oraz przeprowadzono 3 rozwody.
27 czerwca 2007 roku Ministerstwo Sprawiedliwości ogłosiło, że w ciągu minionych dwóch lat zawarto 3 340 małżeństw osób tej samej płci. Ministerstwo jednocześnie przyznało, że ta liczba może być jedną trzecią rzeczywistej liczby, ponieważ wzięto pod uwagę dane tylko z 356 skomputeryzowanych urzędów i nie uwzględniono danych z ponad 7 000 sądów do spraw małżeńskich i danych z Kraju Basków. Ministerstwo dodało, że 2 375 małżeństw zawarto pomiędzy mężczyznami a 965 pomiędzy kobietami. W Madrycie zawarto ich 1 060, w Katalonii 871, w Andaluzji 399, w Walencji 263, na Balearach 116, w Asturii 101, w Kastylii i Leónie 89, w Aragonii 86, na Wyspach Kanaryjskich 83, w Murcji 61, w Kastylii-La Mancha 56, w Extremadurze 54, w Galicji 31, w Kantabrii 28, w Nawarze 25 i w La Rioja 13.